# Folio (hoja)

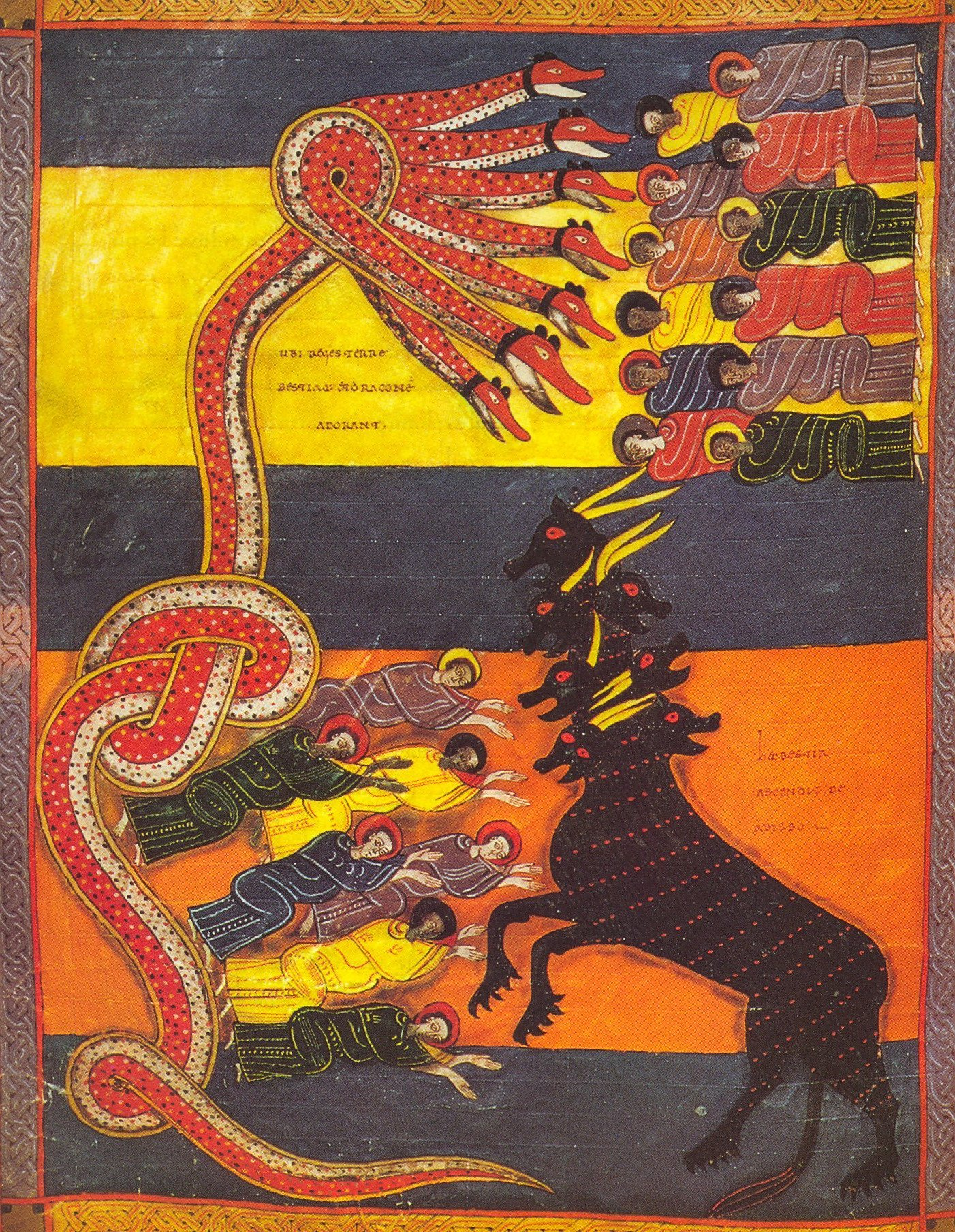
Beato de Facundo, f°191v (folio 191, verso) El Dragón da su poder a la Bestia.

Folio (del  latín folium, hoja, plural, folia) es «cada una de las dos partes iguales que resultan de doblar un pliego por la mitad», es decir, una hoja de papel o de pergamino en un códice, cuaderno o libro, o un conjunto de dos páginas. 

## Diferencias entre folio, hoja y página
Un folio es «cada una de las partes iguales que resultan al doblar el papel para formar el pliego» donde se entiende por pliego, en este caso, la «pieza cuadrangular doblada por el medio.»
Un folio también es usado para indicar un volumen donde la hoja impresa se ha doblado una vez y en cada hoja se imprimen dos páginas, una por cada lado. Si se dobla dos veces (en un folio en cuarto), se obtendrían cuatro páginas por lado y si se doblara tres veces (en un folio en octavo), 8 páginas por lado.
Una hoja es «cada una de las dos mitades de un bifolio». Dicho de otra forma, el bifolio es una «una pieza rectangular de pergamino, papel, etc. plegada por el medio para formar dos hojas (cuatro páginas).» La hoja puede ser una lámina delgada de cualquier materia, como el metal, la madera, el papel, etc. 
Por último, la página es cada una de las caras de una hoja o un folio.

## Foliación y paginación
En los manuscritos, el término folio también puede referirse a la cifra indicativa de la posición de la hoja dentro de un volumen. La cifra se antecede con la abreviatura de folio suele ser f., fº o fol y la de folios, ff. o fols. Normalmente al enumerar en folios (foliación) se distingue la cara frontal (denominada recto) de la cara dorsal (denominada verso) cada una abreviada por r y v respectivamente. La foliación es una sistematización empleada en Occidente aplicado puntualmente desde los siglos X-XI aunque este tipo de numeración, se difunde a partir del siglo XIII. La necesidad surge en el ámbito universitario en la necesidad de dividir los ejemplares a copiar en pecias, varias partes. Se emplean normalmente numeración romana en un principio, pero no tarda mucho en emplearse también los número arábigos. En la foliación, por lo general, la numeración se indica en el margen exterior del recto, aunque no faltan casos donde se muestre también en el vuelto.
Teniendo presente que una página es cada lado de una hoja o un folio, la paginación consiste en numerar cada una de ellas, es decir, «asignar un número correlativo al recto y al vuelto de la hoja» utilizando habitualmente números arábigos para ello. Su uso se hace habitual en los siglos XIV y XV iniciándose su uso en países europeos septentrionales para trasladarse a la cuenca mediterránes más tarde.